# Hans Helwig
Hans Helwig (né le 25 septembre 1881 à Hemsbach et mort le 24 août 1952 à Hemsbach) est un homme politique nazi, général SS et commandant de camps de concentration.

## Biographie

### Service militaire
Issu d'une fratrie de quinze enfants, fils d’un garde forestier, Helwig a été apprenti maçon dans son village natal de Hemsbach. À 19 ans, en 1900, il s'engage dans l’armée impériale allemande et parvient jusqu'au grade de sergent-chef dans un régiment d’infanterie lorsqu'il regagne la vie civile au début de l’année 1914. Il travaille comme greffier de tribunal quand la Première Guerre mondiale éclate, l’incitant à s’enrôler de nouveau, à presque 33 ans. Affecté à son ancien bataillon, il combat aussi bien sur le front de l'Ouest que sur le front de l'Est.

### Adhésion au parti nazi
Après la guerre, Helwig retrouve son poste au tribunal, avant d’être nommé dans un emploi subalterne au ministère de la justice. Il éprouve un ressentiment croissant au sujet de son Bade natal, situé dans la Rhénanie occupée, et une exaspération nationaliste qui culmine au moment de la réoccupation de la Ruhr par les troupes françaises et belges en janvier 1923. Très tôt admirateur d'Adolf Hitler, Helwig connaît des difficultés professionnelles à cause de ses convictions nazies. Il est suspendu après le putsch de la Brasserie en novembre 1923, dont il avait vanté les mérites sur son lieu de travail. À cette époque, Helwig est déjà officiellement membre des SA, après avoir rejoint le Deutschvölkischer Schutz- und Trutzbund (Alliance Nationaliste Allemande de Protection et de Défense).
Sans travail, Helwig est en mesure de consacrer de plus en plus de temps aux SA et au NSDAP. Il fonde l'antenne locale du parti nazi en 1925 et devient conseiller municipal peu de temps après. Alors que les nazis du Pays de Bade se déchirent entre Heinrich Himmler et Robert Heinrich Wagner, Helwig choisit de soutenir Himmler, et quitte les SA pour rejoindre la SS en 1929. Bien qu'étant âgé de plus de 48 ans, et considéré comme ayant une intelligence inférieure à la moyenne, il est accueilli avec enthousiasme à la SS en raison de son amitié avec Himmler et de sa loyauté au Parti, manifestée par le sacrifice financier qu'il consent à la suite de sa suspension au travail.

### Carrière politique
Helwig s'engage dans la vie politique avec l’investiture nazie, grâce à l’intervention de Himmler auprès d'Hitler. Il est élu député au Reichstag aux élections de juillet 1932. Il ne subsiste aucune trace de son activité pendant son court mandat. Son adversaire Wagner a rétabli son contrôle sur le Bade, Himmler a depuis longtemps quitté la région pour diriger la SS en qualité de Reichsführer. Wagner s'assure qu'Helwig ne reçoive pas l'investiture aux élections de novembre 1932, mais seulement au parlement local de Bade, qui sera aboli quand le NSDAP arrivera au pouvoir.

### Commandant de camps
Sa longue expérience militaire lui permet de servir d’abord comme commandant SS volontaire, à la tête d’un bataillon, puis d’un régiment. Quand le parti nazi parvient au pouvoir en 1933, Helwig est nommé directeur de la prison de Bruchsal. Ce poste fragilise sa santé mentale. Il prend sa retraite de la SS à la suite d’une dépression nerveuse, mais est rapidement consterné de voir que sa pension mensuelle s’élève à la somme de 202 marks. Helwig  se remet de ses problèmes de santé rapidement et cherche à revenir à la SS. Il est réadmis sans enthousiasme à l'automne 1936, en grande partie grâce à la durée de ses services (il était récipiendaire du symbole d’or) et à sa loyauté.
Après avoir tergiversé, Himmler nomme Helwig commandant du camp de femmes de Lichtenburg. En juillet 1937, il succède à Karl Otto Koch à la tête du camp de Sachsenhausen et fait l'objet d'une proposition de promotion par Theodor Eicke, qui pourtant ne voulait pas de lui à l'origine. Cependant Helwig ruine définitivement sa réputation quand on découvre qu'il s'est vanté de ses atrocités à Sachsenhausen devant un groupe d'étrangers, après s'être enivré dans un bar, violant le protocole de discrétion sur les activités des camps de concentration. Helwig, à l'instar des autres commandants de camps, était en effet noté pour sa cruauté.
Helwig perd son poste l’année suivante à la suite d’un affrontement tatillon entre la hiérarchie SS et le ministre de la justice Franz Gürtner, au sujet d’un manquement au protocole. Un détenu de Sachsenhausen, Johannes Winiarz, a en effet subi une vasectomie forcée, alors que l’opération n'a pas été approuvée par un juge et que Winiarz n’a pas eu la possibilité de faire appel, deux éléments essentiels dans pareil cas. Himmler rejette la faute sur Eicke, lequel se défausse sur Helwig, qui aurait confondu les ordres, désorienté par un afflux soudain de nouveaux prisonniers. Eicke écrit à Himmler qu’à 57 ans, Helwig est « totalement décrépit tant mentalement que physiquement » et recommande qu’il soit relevé de son commandement. Helwig est remplacé par Hermann Baranowski peu après.

### Dernières années
Helwig implore qu’on l’autorise à continuer, mais ni Himmler ni Eicke se sont décidés à se laisser convaincre. Helwig retourne alors dans sa ville natale de Hemsbach, avec un dédommagement de 5 000 marks en poche. L’organisation SS lui prête son concours pour trouver un nouvel emploi. Après quelques essais infructueux, Helwig finit par trouver une place dans l’organisation Todt. Basé sur le front de l’Est, il surveille la construction d’un dépôt de carburant, qui fait aussi usage de camp pour les prisonniers de guerre soviétiques. Helwig finit la guerre comme officier de liaison entre le QG de la Wehrmacht au Nord et le QG de Himmler.
Resté un membre actif de son temple protestant de Hemsbach, en dépit des consignes inverses de la SS, Helwig meurt dans sa ville natale en 1952, avant que de quelconques poursuites puissent être engagées contre lui.
| Grades de Helwig  | Grades de Helwig    |
| Date              | Rang                |
| ----------------- | ------------------- |
| 28 mai 1929       | SS-Anwärter         |
| 24 octobre 1929   | SS-Truppführer      |
| 10 avril 1930     | SS-Untersturmführer |
| 30 novembre 1930  | SS-Sturmbannführer  |
| 13 juillet 1931   | SS-Standartenführer |
| 12 septembre 1937 | SS-Oberführer       |
| 5 juin 1944       | SS-Brigadeführer    |

## Ouvrages
- (en) Tom Segev (trad. Haim Watzman), Soldiers of Evil : The Commandants of the Nazi Concentration Camps [« Ḥayale ha-reshaʻ »], New York, McGraw-Hill, 1988, 240 p. (ISBN 978-0-07-056058-1, OCLC 17776010)
- (de) Joachim Lilla, Martin Döring et Andreas Schulz, Statisten in Uniform : Die Mitglieder des Reichstags 1933 - 1945 : Ein biographisches Handbuch, Dusseldorf, Droste Verlag, 2004, 996 p. (ISBN 3-7700-5254-4)